# Montecarlo (film 1926)
Montecarlo (Monte Carlo) è un film muto del 1926 diretto da Christy Cabanne.

## Trama
Tre ragazze americane - Flossie, Hope e Sally - vincono un concorso indetto dal giornale della loro città, che ha come premio un soggiorno a Montecarlo. Loro guida, sarà il reporter Bancroft. A Montecarlo, Sally conosce in albergo Tony Townsend, un connazionale che sta sfuggendo ad alcuni poliziotti privati perché non ha pagato i conti. Tony, che ha preso in prestito l'uniforme del principe Boris trovata in una suite, viene scambiato per il principe. Anche le altre due ragazze sono vittime di equivoci: Flossie crede che il portiere dell'hotel sia un duca, Hope prende un cameriere per un conte.
Tony, intanto, sfuggito ad alcuni anarchici che vorrebbero far fuori il principe, dichiara a Sally di essersi innamorato di lei ma la polizia lo arresta come impostore. Viene salvato dall'intervento del vero Boris e, insieme a Sally, può tornarsene libero negli Stati Uniti.

## Produzione
Il film fu prodotto dalla Metro-Goldwyn-Mayer (MGM).

## Distribuzione
Distribuito dalla Metro-Goldwyn-Mayer (MGM), il film uscì nelle sale cinematografiche statunitensi il 1º marzo 1926. È conosciuto anche con il titolo Dreams of Monte Carlo.